# Craugastor underwoodi
Espèce
Synonymes
- Hylodes underwoodi Boulenger, 1896
- Eleutherodactylus underwoodi (Boulenger, 1896)

Statut de conservation UICN

 LC  : Préoccupation mineure
Craugastor underwoodi est une espèce d'amphibiens de la famille des Craugastoridae.

## Répartition
Cette espèce se rencontre entre 920 et 1 590 m d'altitude sur les cordillères de Tilarán, Centrale, Costeña et de Talamanca au Costa Rica et à l'ouest du Panama.

## Étymologie
Cette espèce est nommée en l'honneur de Cecil Frank Underwood (1867-1943).

## Publication originale
- Boulenger, 1896 : Descriptions of new batrachians collected by Mr. C. G. Underwood in Costa Rica. Annals and Magazine of Natural History, sér. 6, vol. 18, p. 340-342 (texte intégral).